# الاسبال (العدين)

تعديل مصدري - تعديل

الاسبال محلة تابعة لقرية بني ظافر، التابعة لعزلة بني عوض بمديرية العدين إحدى مديريات محافظة إب في الجمهورية اليمنية، بلغ تعداد سكانها 50 حسب تعداد اليمن لعام 2004.